# Lipniak (Suwałki)
Pour les articles homonymes, voir Lipniak.
Lipniak est un village polonais du district administratif de Suwałki, dans le powiat de Suwałki, voïvodie de Podlachie, au nord-est du pays.